# Mareau-aux-Bois
Mareau-aux-Bois é uma comuna francesa na região administrativa do Centro, no departamento Loiret. Estende-se por uma área de 11,73 km². Em 2010 a comuna tinha 584 habitantes (densidade: 49,8 hab./km²).